# 畑から戻る農夫たち
『畑から戻る農夫たち』（はたけからもどるのうふたち、伊: Ritorno dei contadini dai campi、英: The Peasants Returning From The Fields）は、フランドルのバロック期の巨匠ピーテル・パウル・ルーベンスが1635年頃、板上に油彩で制作した風景画である。ずっと対作品となってきた『パイエーケス人の島に漂着したオデュッセウス』とともに1677年にリシュリュー公爵 (Duke of Richelieu) のコレクションにあったもので、メディチ家が断絶した後、トスカーナ大公国を継承したロレーヌ家により1765年にフィレンツェにもたらされた。両作品とも1799年の3月と4月にフランスの委託者によりパリへと運ばれ、1815年の終わりまでパリに置かれていた (フランスからの文化財返還の最中にも、両作品はカノーヴァ《Canova》 とカルシェール 《Karcher》 によりともに記録されていた)。現在、この絵画は、『パイエーケス人の島に漂着したオデュッセウス』とともにフィレンツェのパラティーナ美術館に所蔵されている。 

## 歴史
作品の制作年は、1620年から1635年までの間で揺れ動いてきた。1635年に本作の複製が作られたが、その複製には制作者の署名と制作年が記されている。
最も妥当な仮説によれば、絵画は1630年代初期の制作ということになる。1632-1634年の制作とする研究者もいるが、そうであればルーカス・ファン・ウーデンとの共同制作ということになるであろう。なお、作品はルーベンスの最晩年の1640年の制作であるとする研究者もいる。画中の荷車のために、ルーベンスは2点の準備素描を制作している。そのうち、チャッツワース・ハウスのデヴォンシャー公爵 (Duke of Devonshire) にある素描は右側に1台の荷車を描いており、ベルリン銅板画ギャラリーにある素描 (3237番) は2台の荷車を描いている。また、本作の右側から2番目の女性と、ウフィツィ美術館の素描・版画室所蔵の素描に見出せる左に向かう女性との間には共通点がある。一方、右側の5人の人物は、ウィーンのアルベルティーナにある、本作を模写した素描にも見られる。

## 作品

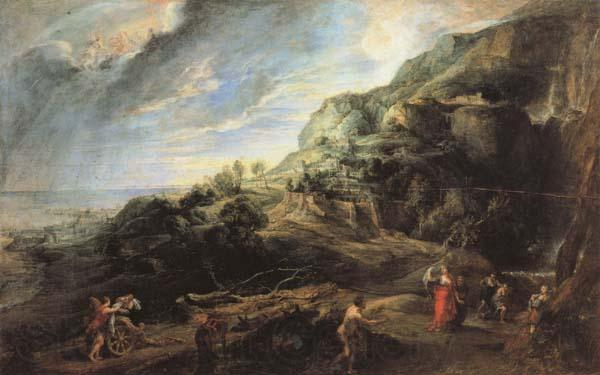
『パイエーケス人の島に漂着したオデュッセウス』 (パラティーナ美術館、フィレンツェ)

本作の主役は広大で詩的な風景であり、牧歌的な場面は風景のための口実にすぎない。構図は高い視点から見下ろしたもので、木々と、ほぼ画面中景にある地平線により区切られている。低い地平線と遠くまで広がる眺望によって空間はさらに広々としたものになり、木々の上を渡る爽やかな風の動き、空の色や光の不意の変化すら感じられるほどである。本作と『パイエーケス人の島に漂着したオデュッセウス』において、ルーベンスはニコラ・プッサンやクロード・ロランから学んだことを活かしている。
小さく描かれた様々な人々がピーテル・ブリューゲル (父) の風俗画の様式で表現されている。耕作地には仕事の後に帰宅する一連の農夫たちがおり、道には羊の群れの前で止まっているような馬に乗る男の荷車もある。干草を運ぶ2人の女性の間には、画家の描きなおしが明らかである。
本作はおそらくメヘレンを描いた風景であり、黄金色に染まった自然の清澄なヴィジョンとして解釈される。空には剥き出しのキャンバスの溝があり、画面下半分に見える対角線と呼応している。